# Acacia thailandica
Acacia thailandica é uma espécie de leguminosa do gênero Acacia, pertencente à família Fabaceae.